# Munisuvrata

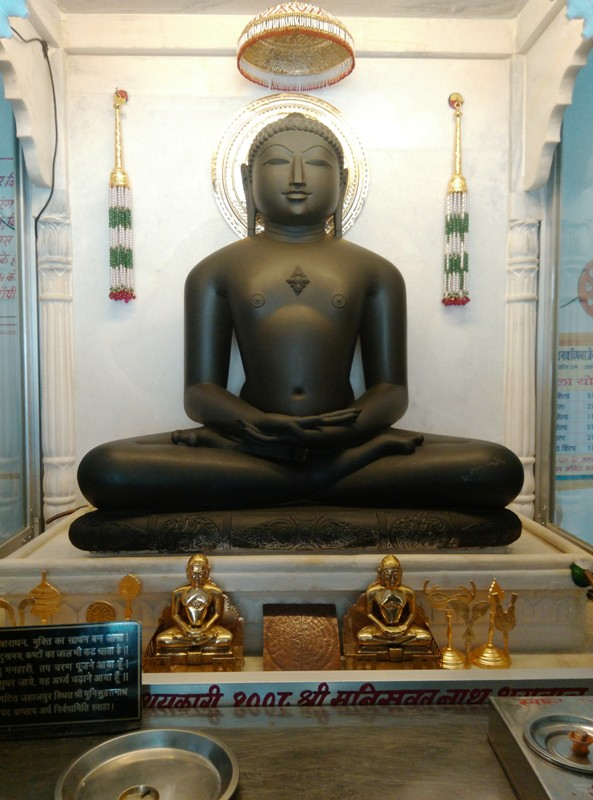
Estatua de Munisuvrata en Jahazpur, Rajastán.

Munisuvrata (en sánscrito: Munisuvratanātha) fue el vigésimo tirthankara del actual medio ciclo de tiempo (avasarpini) en la cosmología jainista. Se convirtió en un siddha, un alma liberada que ha destruido todo su karma. Textos jainistas como padmapurana lo sitúan como contemporáneo de Rama. Munisuvrata vivió durante más de 30.000 años. Su principal seguidor (gaṇadhara) fue el sabio Malli Svāmi.